# Charles Lapicque

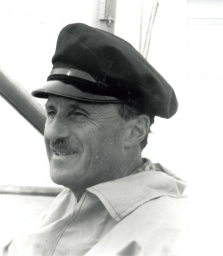
Charles Lapicque

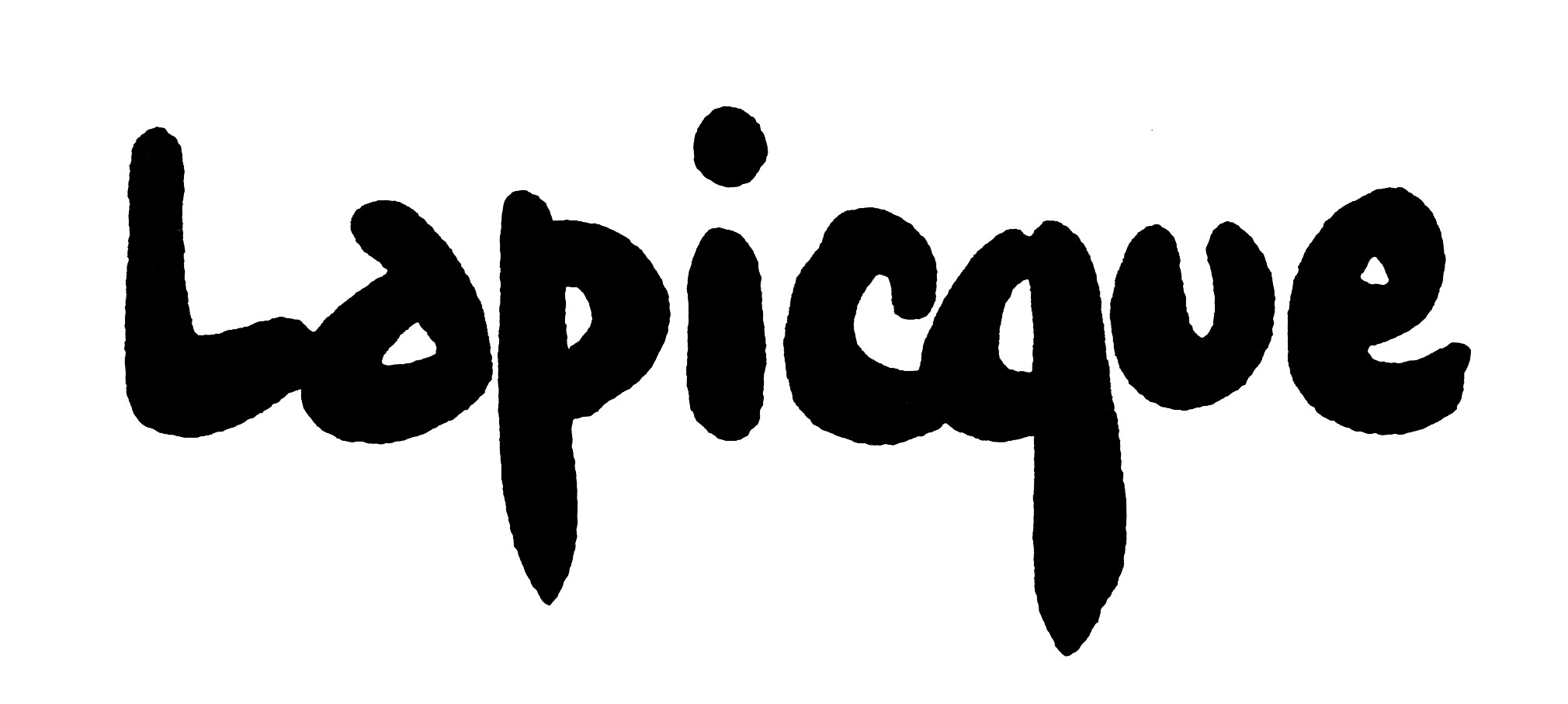
Signatur von Charles Lapicque

Charles Lapicque (* 6. Oktober 1898 in Theizé; † 15. Juli 1988 in Orsay) war ein französischer Maler und ein wichtiger Vertreter der École de Paris. 

## Biografie
Charles Lapicque entstammte einer Familie von Wissenschaftlern und war als ausgebildeter Ingenieur selbst forschend an der Sorbonne tätig. Er erfand 1909 die Begriffe Rheobase und Chronaxie, die bis heute in der Elektrophysiologie verwendet werden. 
Ab 1928 widmete er sich vollständig der Malerei und erfand den „Blaugitterstil“.
Nachdem er 1939 den kubistischen Künstler Jacques Villon kennengelernt hatte, stieß er zum Mouvement des Jeunes Peintres de la Tradition Française, dem auch Alfred Manessier sowie Jean René Bazaine angehörten und das 1941 die Ausstellung Vingt jeunes peintres de tradition française inszenierte. Ab 1948 war er Peintre Officiel de la Marine.

## Werk
Charles Lapicque „versuchte in seiner Malerei das Gegenständliche und Abstrakte in einer kontrapunktischen Verbindung von farbigen Flächen und schwingenden, arabeskenhaften Linien zur Deckung zu bringen“.

## Biografien
- Peter Indergand: Unterwegs zu neuen Ufern (1998), filmisches Porträt Charles Lapicque